# Nacionalisme

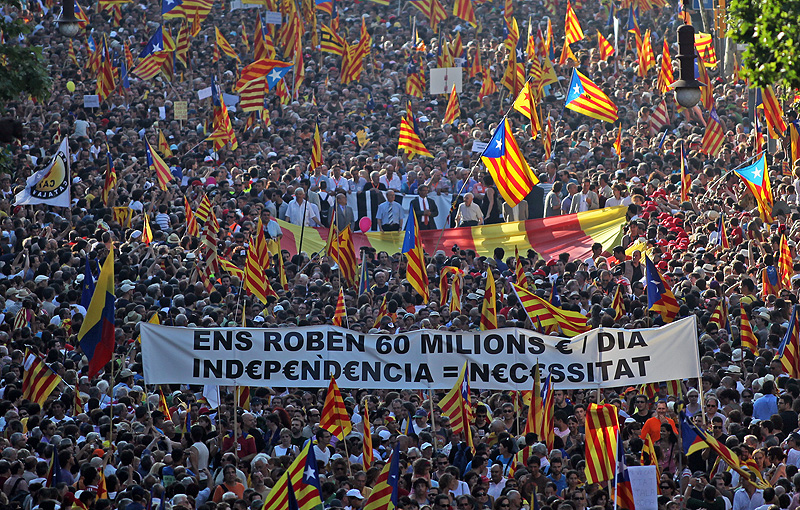
Manifestació "Som una nació. Nosaltres decidim"

El nacionalisme és un corrent de pensament que propugna la nació com una de les bases del desenvolupament de la humanitat, tant en termes polítics com culturals. Es plasmà com a ideologia política i moviment social ja durant el segle xvii, es consolidà amb un corpus teòric durant el segle xviii i esdevingué el corrent polític hegemònic durant el segle xix. S'han oposat a aquest corrent de pensament diverses doctrines polítiques al llarg de la història com ara l'absolutisme i les monarquies plurinacionals durant el segle xvii i xviii, els corrents de pensament individualista —anarquisme— i les ideologies de classe —socialisme, comunisme— durant el segle xix i xx, i avui en dia les idees defensores de la globalització —cosmopolitisme, capitalisme global, governament mundial.
Existeix un debat significatiu sobre quin és l'origen històric de les nacions, no obstant això existeix un consens gairebé total entre els especialistes en situar que el nacionalisme, com a mínim com una ideologia i un moviment social, és un fenomen modern originat a Europa. Precisament l'on i el quan emergí el nacionalisme és difícil de determinar, però el seu desenvolupament és de prop referit a l'estat modern i a l'empenta per la sobirania popular arribà de la mà de la revolució francesa a finals del segle xviii. Des d'aquell moment, el nacionalisme s'ha convertit en una de les forces polítiques i socials més significatives de la història, potser la majoria notablement influenciades en essència o a causa de la Primera Guerra Mundial i especialment de la Segona Guerra Mundial amb l'ascens del feixisme, una ideologia nacionalista radical i autoritària.
Com a ideologia, el nacionalisme sosté que "la gent" en la doctrina de la sobirania popular és la nació, i com a resultat només els estats-nacions fundats en el principi de determinació nacional són legítims. Ja que la majoria d'estats són multinacionals, o com a mínim hi ha més d'un grup de persones que reclamen l'estatus de nacionalitat, en molts casos provoca que la recerca nacionalista d'autonomia provoqui un conflicte entre la gent i estats que ha derivat en guerres (tant internes com externes), secessions; i en casos extrems, en genocidis.
El nacionalisme és un fenomen social important en el món, com les banderes nacionals, els himnes nacionals i les divisions nacionals, que són exemples 'banals' d'un nacionalisme que sovint és mentalment involuntari. A més a més, alguns acadèmics sostenen que el nacionalisme com a sentiment o forma de cultura, a vegades descrita com a 'nacionalitat' per evitar la reputació desenllustrada de la ideologia, és la fundació social de la societat moderna. La industrialització, la democratització, i el suport per a la redistribució econòmica ha estat parcialment atribuït al context social compartit i a la solidaritat que el nacionalisme proveeix.
Tot i que el nacionalisme en el fons es basa a donar suport a la nació pròpia, nacionalistes d'estats diferents poden fàcilment cooperar l'un amb l'altre per donar suport a la creença mundial que tots els grups tenen el dret a tenir les seves pròpies nacions.
No obstant això, el nacionalisme segueix sent un tema candent de disputes en el qual hi ha poc consens en general. L'exemple més clar d'oposició al nacionalisme és el cosmopolitisme, que inclou a vegades membres de grups com liberals, marxistes i anarquistes, però fins i tot els mateixos nacionalistes sovint estan en desacord en les seves pròpies virtuts, i és habitual que els nacionalistes d'una persuasió denigrin les aspiracions d'altres per raons tant ètiques com estratègiques. Una de les qüestions que no són tema de disputa és que hi ha pocs o cap fenomen social que hagi estat tan durador en el món modern com el nacionalisme.

## Definicions

### Etimologia i significat

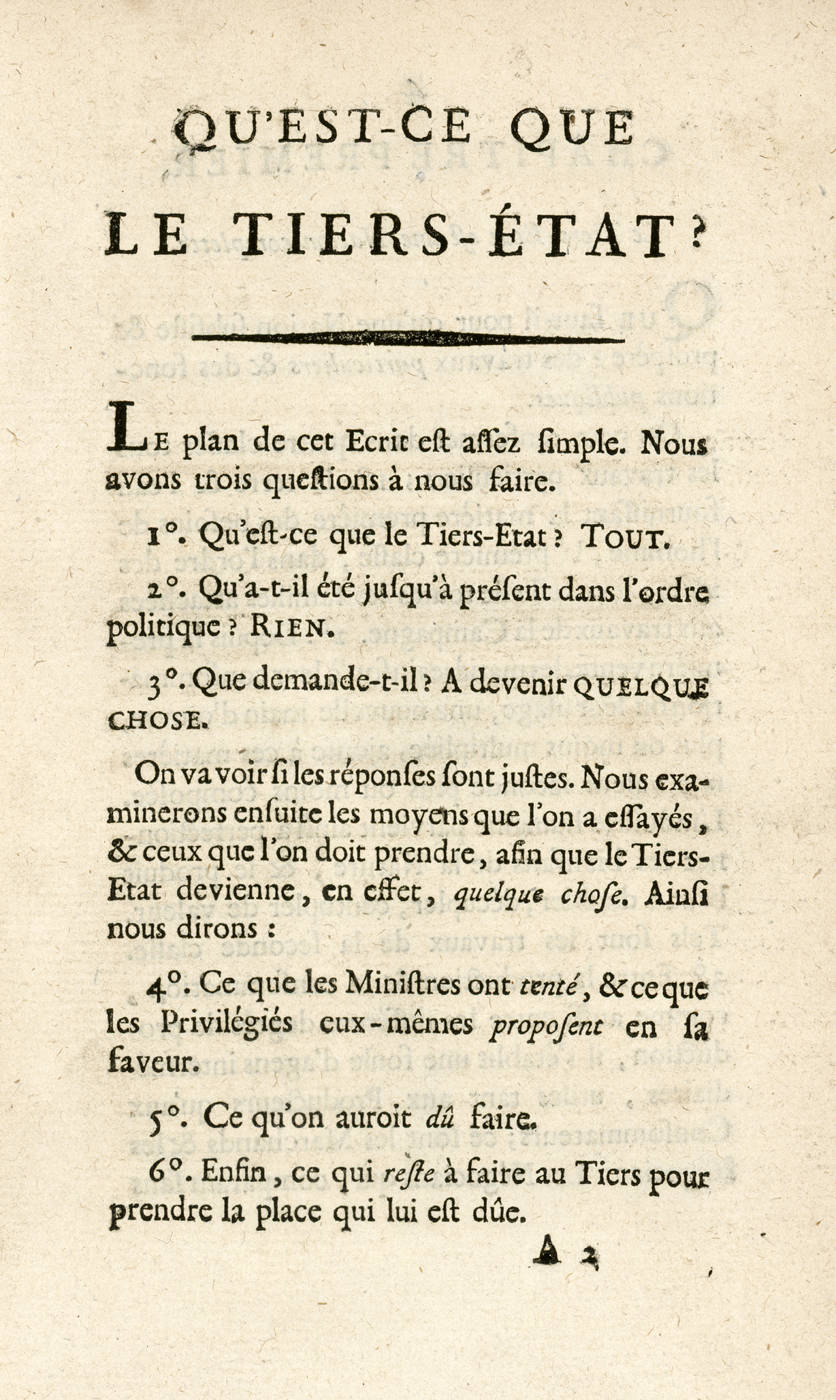
Qu'est ce que le Tiers-État, Syiegès.

El terme nacionalisme deriva de nació. Anomenem nacionalisme una ideologia que neix al segle xviii i es desenvolupa fins hui. Atesa la seua vigència, es torna complicat definir-la sense ser objecte de crítiques, protestes o discrepàncies.
Ex.: Són dues nacions, Catalunya i Espanya? Són dues nacions Escòcia i Anglaterra? Són dues nacions Sèrbia i Montenegro? Tornen a ser dues nacions Còrsega i França? Són dues nacions Espanya i França? La resposta a totes aquestes preguntes de ben segur que aixequen polseguera.
Per mirar de definir doncs el terme cal anar a l'arrel i definir en primer lloc el concepte de nació. Si ens fixem en diversos diccionaris, torna a evidenciar-se la dificultat de definir el terme nació. El diccionari de la Reial Acadèmia de la Llengua Espanyola apunta que la nació és el,
Df.: conjunt d'habitants d'un país regit pel mateix govern
La definició fa entendre que nació seria qualsevol conjunt d'habitants governats per un executiu, la qual cosa remet a dir que Baviera és una nació en tenir govern propi. Tan se val la naturalesa d'aquest govern, tot conjunt d'habitants amb un govern ja és nació, si prenem tot just la primera entrada del diccionari. La definició és doncs difícilment utilitzable. El diccionari de la llengua portuguesa de l'Institut Camões allarga molt més els criteris per definir la nació. Diu exactament que la nació és,
Df.: conjunt d'individus habituats als mateixos usos, costums i llengua
Una definició així torna a presentar dificultats perquè no considera situacions en què hi ha diverses llengües i un sentiment col·lectiu de pertànyer a una mateixa nació, com és el cas d'Irlanda, Suïssa o Finlàndia. El diccionari de la llengua francesa Petit Robert preferix deixar-ho tot en una visió molt més àmplia,
Df.: conjunt d'humans vast que es caracteritza per la consciència de la seua unitat i la voluntat de viure en conjunt
Sota aquest criteri, tot és subjecte de nació, sempre que hi haja voluntat. Fet que remet a una corrent de pensament nacionalista, és a dir, a un tipus de concepció particular sobre què és una nació. La definició partix ja de bon començament coixa perquè remet a una versió. El diccionari de l'Institut d'Estudis Catalans preferix definir doncs la nació com a,
Df.: comunitat d'individus als quals uns vincles determinats, però diversificables, bàsicament culturals i d'estructura econòmica, amb una història comuna, donen una fesomia pròpia, diferenciada i diferenciadora i una voluntat d'organització i projecció autònoma que, al límit, els porta a voler-se dotar d'institucions polítiques pròpies fins a constituir-se en estat
El diccionari de llengua catalana mira de ser més complet. Altre cop, les dificultats són evidents. S'hi posa èmfasi en "voluntat", "consciència" i elements "diferenciadors". Cap d'aquests elements per separat pot donar doncs una nació i una definició així es veu determinada. Es torna doncs ben difícil donar una definició de nació, no cal imaginar-se la problemàtica que engendra la definició de nacionalisme i la resta de derivats, com ara nacionalitat.
Per treure'ns de l'embull hom pot mirar de remuntar-se a la definició primària de nació, és a dir, la primera que es registra en llengua llatina, la qual dona les llengües neollatines modernes. Inicialment el terme feia referència al lloc de naixement d'una persona. Natio en llatí es feia servir a l'antiga Roma però no era habitual i no tenia el mateix significat. És amb la Revolució Francesa que canvia del tot el seu significat. És sota la ploma de l'abat de Sieyès que el terme passa a tenir un altre significat. Definix nació allò que no és noblesa i clergat, és a dir, el tercer estat. Som lluny de les connotacions culturals, voluntàries del diccionari català, de les llengües, del diccionari portuguès, de l'estatisme del diccionari castellà i lluny també de "consciència" del diccionari francès.
Tot seguit, l'abat assimila a nació, poble. Durant la Revolució Francesa, més que de francesos, es parla de "ciutadans" d'un territori que s'anomena França, sense cap mena de connotació, vulgui ser cultural, voluntària o conscienciada. Nació eren els habitants d'aqueix territori que s'anomenava així, com podia haver-se anomenat d'una altra manera.
És amb l'ideal romàntic alemany i amb la construcció de les fronteres del segle xix que s'acaba definit el concepte de nació. S'hi introduïx la noció lingüística, tal com podria veure's reflectit al diccionari portuguès. És aleshores que el terme planteja problemes. En ple context colonial, s'hi vol afegir la noció, implícita, de pobles superiors a altres, i, en acord, el terme es torna excloent. És lluny de la Revolució Francesa. En contrapartida i en virtut de les ambicions territorials franceses, igual d'imperials que les alemanyes, es proposa una definició oberta del nacionalisme, com la proposada pel diccionari francès.
A la pràctica, després de dos segles de construcció de noves fronteres a tot el món, la nació acaba barrejant tots dos conceptes. Suprimix la noció de superioritat alemanya, conjuga amb l'igualtat francesa, però, afig la voluntat, consciència, tradició, etc, en una òptica vasta. En efecte, encara que França diguera oficialment practicar un concepte de nació obert, la realitat és que obligava els seus ciutadans a parlar francès, la qual cosa l'acosta i molt al concepte romàntic que es definia a Alemanya.
Cap col·lectiu que s'haja volgut anomenar de nació ha practicat mai totalment els dos vessants. Tothom, qui més, qui menys, posa en pràctica una definició hibridada i, per això, podem dir que la definició següent és més propera a la realitat:
Df.: comunitat d'individus als quals uns vincles determinats, però diversificables, bàsicament culturals i d'estructura econòmica, amb una història comuna, donen una fesomia pròpia, diferenciada i diferenciadora i una voluntat d'organització i projecció autònoma que, al límit, els porta a voler-se dotar d'institucions polítiques pròpies fins a constituir-se en estat
Dit això, si, en efecte, el col·lectiu se sent nació, es comporta nacionalment, és a dir, practica el nacionalisme. El nacionalisme és doncs la posada a la pràctica de la ideologia que neix de la Revolució Francesa i que es dota de contingut durant el segle xix.

### Una noció construïda
El nacionalisme podria entendre's com un concepte d'identitat experimentat col·lectivament per membres d'un govern, una nació, una societat o un territori en particular habitat. Els nacionalistes s'esforcen a crear o sustentar una nació basada en diverses nocions de legitimació política.
Molts nacionalistes deriven el seu desenvolupament de la teoria romàntica de la "identitat cultural" mentre que uns altres es basen en l'argument liberal que la legitimitat política deriva del consens de la població d'una regió. No deixa de ser evident, però, que tots dos hibriden més que practiquen allò que diuen ésser.
Ha estat durament criticat per personatges històrics tan diferents com Charles de Gaulle, Albert Einstein, Albert Camus o François Mitterrand. Això és així per les derivades violentes i totalitàries que ha pogut generar com ara els moviments populistes de l'entre-guerres a Europa, l'extermini de comunitats indígenes a Amèrica del Nord, les exaltacions d'una hispanitat a Espanya, etc. La defensa criticaria, però, que Charles de Gaulle critique el nacionalisme quan ha fet gala de nacionalisme banalitzador.
Per tot plegat Benedict Anderson, especialitzat en l'estudi del nacionalisme, ha afirmat que les condicions necessàries per al nacionalisme inclouen el desenvolupament de la premsa i el capitalisme. Mitjançant la televisió, la premsa, l'educació, l'exèrcit, etc, es nacionalitza una persona. Tot resumint-ho, el nacionalisme sorgix amb la necessitat de tenir una població cohesionada dins una societat urbanitzada en què la individualitat potencia la separació. La gestió de la industrialització i de les grans ciutats necessita tenir, dins el capitalisme, que és individualista per natura, una societat cohesionada, cas contrari seria del tot complicat crear sinergies. Per això es necessita uns valors comuns que són ben sovint canalitzats en tradicions o en llengües comunes.
Anderson afirma doncs que els conceptes de nació i nacionalisme són fenòmens construïts dins la societat. En diu "comunitats imaginàries". Ernest Gellner hi afig que "el nacionalisme no és el despertar de les nacions cap a la seua consciència pròpia: inventa nacions on no n'hi ha". Per això i allò altre, es podria dir que al capdavall el nacionalisme és una ideologia que construïx comunitats imaginàries amb què es pot gestionar una societat altament urbanitzada en un context d'economia capitalista; si més no, això mateix podria ser vàlid per al segle xix ençà.

### Idea totalitària
La filòsofa Hannah Arendt compartix a la seua obra Els Orígens del Totalitarisme, tota una reflexió que abraça tota la construcció dels estats-nacions, l'imperialisme, la monarquia i les diverses formes de totalitarisme viscudes en repúbliques feixistes o comunistes. En un gran resum i, podent assumir el risc de caure en simplismes i males translacions de les seues paraules, raó que duu a recomanar-ne la lectura sencera, la filòsofa emet la idea que el nacionalisme és una forma totalitària més que convertix les classes en masses i imposa la seua ideologia com a única mitjançant els mitjans clàssics de coerció que remunten a les monarquies i els imperis europeus.
La idea de voler dur a terme les seues pròpies idees és tornar aquesta voluntat en capacitat coercitiva contra la idea d'altri. Sota aquesta línia de defensa, qualsevol moviment nacionalista tendix a ser totalitari en tant que aspira a posar a la pràctica la seua idea i, per tant, exercix coerció en tornar-se hegemònic o en voler-s'hi tornar. Així mateix els moviments feministes i els moviments a favor dels drets civils són totalitaris perquè miren d'establir un pensament hegemònic i això va en contra de qualsevol altra aspiració que, tot seguint aquest mateix model, es torna igual de totalitària que l'homòleg opositor.
El nacionalisme és en aquesta perspectiva un moviment totalitari més, com podria ser-ho la defensa de la igualtat entre homes i dones, entre homosexuals i heterosexuals, etc. Fa servir mitjans coercitius per tal de tornar-se hegemònic i en fer-ho esdevé una ideologia totalitària perquè totalitzaria la societat en conjunt, és a dir, abraçaria tota la societat, la hi convertiria tota a aquesta ideologia. Els mitjans per dur-ho a terme serien els esmentats per Anderson, com ara la premsa, l'exèrcit, l'educació, etc. Ara bé, aquesta idea és en si mateix determinista.
En efecte, la reflexió és tota sola totalitària en si. No tot és blanc o negre i existix tot de matisos al respecte. Els moviments de drets civils són efectivament coercitius en voler assolir l'hegemonia però èticament i moralment s'adiuen amb la idea de llibertat individual i respecte a la integritat de la persona, fet que contradiu la mateixa reflexió del totalitarisme de les idees exposat als paràgrafs anteriors. Així doncs la voluntat de voler l'autodeterminació d'una nació, vulguem dir-li "comunitat imaginària" o "nació", no deixa de fer-se en pro de la construcció política volguda per una comunitat que majoritàriament se sent membre d'aquesta nació i voldria projectar-s'hi amb institucions.

#### Crítiques al nacionalisme
El nacionalisme ha estat objecte de nombroses crítiques per part d'estudiosos procedents de diferents àrees de coneixement. Francisco J. Contreras pensa que aquesta ideologia és filosòficament feble i rudimentària; critica que les entitats polítiques sobiranes hagen de correspondre's amb els grups nacionals i creu que el nacionalisme és incapaç d'oferir una definició rigorosa de la identitat nacional; segons aquest autor les identitats nacionals no venen donades per la realitat historicosocial, sinó que són construïdes per la ideologia nacionalista i els Estats. Alfredo Cruz Prats afirma que «la mateixa nació és una entitat creada ideològicament per ell, i no alguna cosa natural, objectiu i anterior al mateix nacionalisme, com aquesta ideologia afirma».
Pedro Gómez García al seu article «La identitat ètnica, la mania nacionalista i el multiculturalisme com a rebrots racistes i amenaces contra la humanitat» sosté que el nacionalisme és una tendència patològica que ens conduïx cap a la balcanització del planeta i obstaculitza l'emergència d'una societat mundial pluralista i integrada.
Luis Rodríguez Abascal, referint-se al nacionalisme culturalista, ha dit que «no defensa la diversitat cultural, sinó que proposa un model normatiu de cultura que homogeneïtza pràctiques culturals preexistents. Té dificultats per fer una altra cosa perquè el seu punt de partida és sempre un concepte abstracte de cultura, que la concep com una unitat uniforme o homogènia i l'estén idealment de llarg a llarg d'un territori sense atendre a quines són les pràctiques culturals quotidianes subjacents o sense concedir-los rellevància moral i política».

## Estudis sobre el nacionalisme

### Historial

#### Primers estudis
Els primers estudis sobre el nacionalisme es duen a terme a l'entre-guerres. L'ambient populista i el creixement del feixisme a tot Europa condiciona els resultats finals.
Carlton Joseph Huntley Hayes és el primer autor que mira d'analitzar acadèmicament el nacionalisme. Va ser antic ambaixador dels Estats Units a l'Espanya franquista i es va formar en història. De nacionalitat estatunidenca, els seus dos treballs, Essays on Nationalism publicat l'any 1926 i The Historical Evolution of Modern Nationalism de 1931, proven sobretot de classificar, ordenar i trobar tipologies de nacionalismes.
En va detectar dos tipus:
- un tipus de nacionalisme humanista lligat a Rousseau i els seus postulats
- un tipus de nacionalisme jacobista lligat a les derives dels jacobins de la Revolució Francesa

A mesura que el nacionalisme hauria anat guanyant terreny, l'autor diu haver-hi un nacionalisme tradicionalista que és contrari al corrent sorgit de la Revolució Francesa. El de la revolució és designat com a nacionalisme liberal. Per acabar, n'identifica un de més, el tipus de nacionalisme integral que associa nació a ètnica i ètnia a evolucionisme. La seua deriva més visible és l'Alemanya nazi, l'Espanya franquista o la Itàlia mussolinista.
A les conclusions de cadascuna dels seus estudis hi ha una conclusió molt negativista envers el nacionalisme. I, això no obstant, haurà pogut detectar els dos tipus principals de nacionalismes que s'han acabat acceptant a les ciències humanes, l'integrador i el desintegrador. Allò que va designar com a nacionalisme jacobista i com a nacionalisme integral es poden posar dins el calaix del nacionalisme desintegrador. Allò que identifica com a nacionalisme liberal seria dins el calaix integrador. A parè seu el nacionalisme és compatible amb la democràcia.
Tot seguint aquesta tendència, Hans Kohn, igualment historiador, mira d'identificar dos tipus de nacionalismes que troba entre Occident i Orient. És a dir, troba dues formes de nacionalisme segons on ens trobem, a Occident o a l'Àsia. A l'Àsia hi hauria un nacionalisme menys integrador en ésser més tardà i més tradicionalista. Tal com s'aprecia amb Joseph Hayes, en Kohn tornar a trobar nacionalismes bons i dolents.
Nota: aquesta dicotomia entre nacionalismes bons i dolents és el principal argument de dos imperis per fer valer les seues pretensions. En efecte, a tota la seqüència de fets que duen a les dues guerres mundials, França com Alemanya classifiquen i reclassifiquen l'un i altre, el veí i el veí de l'altre costat. Fan propaganda d'una visió pròpia del que diuen ser el nacionalisme però totes dues practiquen un nacionalisme no integrador. Ni França podia acusar Alemanya d'un nacionalisme tancat, ni Alemanya podia acusar França, Hongria, Txèquia o Eslovàquia de tenir nacionalismes inferiors, tancats. Ambdós acabaven per practicar un tipus de nacionalisme desintegrador. Dit altrament, aquesta lectura de nacionalismes bons i dolents, de classificar i reordenar va donar pretexts als imperis francès i alemanys per fer-se la guerra i portar la resta del món a immergir-se en els seus conflictes.

#### Formes d'actuació
El resultat de donar dos tipus de nacionalisme té a veure amb l'actitud o la forma d'actitud que presenten les poblacions nacionalitzades.
Depenent del context on tinga lloc el nacionalisme, es pot adoptar diverses formes d'actuació que poden ser pacífiques, violentes o pot arribar a conjugar ambdues. Dins la banda no violenta, pot haver-hi igualment actitud excloent o integrant de comunitats considerades estrangeres. La forma en com actuen és el que dona peu a parlar de dos nacionalismes.
- Pacífica: amb la progressiva consolidació d'Estats més democràtics i l'avanç de les organitzacions intergovernamentals com l'ONU, les reivindicacions nacionalistes se substancien majoritàriament mitjançant l'exercici de l'activitat política a través de diferents partits polítics nacionalistes que reclamen amb el suport electoral dels ciutadans una major autonomia, la independència o l'exercici del dret d'autodeterminació dels seus territoris. Una altra forma de reivindicació pacífica seria la desobediència civil o la "No violència activa" el màxim exponent de la qual va ser la labor de Mahatma Gandhi a l'Índia.

- Violenta: l'ocupació del territori i la imposició d'una nacionalitat i cultures determinades sobre altres persones mitjançant l'ús de la força és un dels mitjans utilitzats pel nacionalisme. Un exemple d'això són les dues guerres mundials a les quals l'element nacional va exercir un paper substancial, encara que l'expansió militar i disseminació d'una identitat nacional és un element recurrent en la història dels nacionalismes.

#### Estudis primordialistes
Després dels primers estudis, es tendix a explicar la nació i el nacionalisme tot argumentant que abans del nacionalisme ja existia la nació i abans de l'estat, també existia la nació. De fet, la nació existia fins i tot abans de la Revolució Francesa. Hi queden representats Pierre Van den Berghe o Walker Connor. Inicialment, amb un context de nacionalisme ben viu, tot tendix a pensar que la nació és la traducció al món modern de l'existència d'una ètnia prèvia. És la base dels estudis primordialistes. La nació és explicada com una espècie d'ésser viu en si, que viu dins els individus, a la seua pròpia persona. Existix perquè existixen les ètnies i cada ètnia hauria de tenir dret al seu estat.
La problemàtica és que la definició del terme ètnia és ambigu i difícil de determinar. A més, tot aquest corrent, es nodrix de l'evolucionisme i la línia entre cultura i evolució l'acaben sobrepassant. És a dir, ben aviat, tot partint d'aquesta explicació del que és una nació, els primordialistes passen a una perpetuació biològica d'un grup humà i, això, s'acosta a les derivades violentes com pot ser l'intent d'extermini jueu a la Segona Guerra Mundial pel convenciment d'una suposada existència de "raça" ària.
És al capdavall la definició que dona el nacionalisme desintegrador al concepte de nació. Es poden donar molts exemples com ara el nacionalisme alemany del segle xix, el nacionalisme hispànic, el nacionalisme hongarès del segle xix, el nacionalisme rus, el nacionalisme francès del segle xix, etc.
Van den Berghe és conegut per les seues tesis biològiques sobre l'ètnia però no n'és pas l'únic. Tot i no partir estrictament de la biologia, Walker Connor definix la nació a partir de les línies de parentiu, la qual cosa l'acosta a les tesis biològiques. Els primordialistes acaben sent objecte de revisió pels circumstancialistes que no treuen la importància de l'ètnia però expliquen que aquesta és conseqüència d'un comportament en un moment donat del temps. És a dir, malgrat que existisca l'ètnia, allò que la definix canvia amb el temps.
Una lectura així es va donar a la dècada dels seixanta i comença a dibuixar-se amb l'etnòleg de nacionalitat noruega Frederic Barth. Arran dels seus estudis, n'aparïxen d'altres que enfoquen l'etnicitat base de la nació com a objectiu o eina per arribar a unes línies volgudes en política. És a dir, s'acaba explicant el nacionalisme com un instrument polític, una ideologia més. Autors en aquesta tendència poden ser Nathan Glazer, Daniel P. Moynihan o Daniel Bell.

#### Nacionalisme ètnic, voluntarista i orgànic
Defineix la nació en termes d'etnicitat, la qual cosa sempre inclou alguns elements descendents de les generacions prèvies. També inclou idees d'una connexió cultural entre els membres de la nació i els seus avantpassats, i freqüentment un llenguatge comú. La nacionalitat és hereditària. L'Estat deriva la legitimitat política del seu estatut com a llar del grup ètnic, i de la seua funció de protecció del grup nacional i la facilitació d'una vida social i cultural per al grup. Les idees sobre etnicitat són molt antigues, però el nacionalisme ètnic modern està fortament influït per Johann Gottfried von Herder, qui va promoure el concepte de Volk, i Johann Gottlieb Fichte.
El feixisme és generalment classificat com a nacionalisme ètnic, havent estat el seu cas més extrem el nacional socialisme de l'Alemanya Nazi.
Anthony D. Smith ha assenyalat que no existix un nexe clar entre el nacionalisme ètnic i factors econòmics.
Dins del romanticisme hi ha una tendència liberal o "voluntarista", representada per Mazzini, que considera que la nació sorgix de la voluntat dels individus i una de conservadora o "orgànica", representada per Johann Gottfried Herder i Fichte ("Discursos a la nació alemanya", 1808) que identifica a la nació amb trets que s'hereten (llengua, cultura, territori, tradicions) i que estan per sobre del desig individual.
També anomenat nacionalisme orgànic i nacionalisme identitari. És la forma de nacionalisme ètnic segons la qual l'Estat deriva la seua legitimitat política com a conseqüència natural (orgànica) i expressió de la nació o la raça. Reflectix els ideals del romanticisme i s'oposa al racionalisme. El nacionalisme romàntic emfatitza una cultura ètnica històrica que es connecta amb l'ideal romàntic; el folklore es desenvolupa com un concepte nacionalista romàntic. Els germans Grimm es van inspirar en els escrits de Herder per crear una col·lecció idealitzada d'històries ètnicament alemanyes. L'historiador Jules Michelet exemplifica la concepció nacionalista romàntica de la historiografia. En 1815 es parlava d'aquest nacionalisme, i va ser el que es va usar per a les unificacions alemanya i italiana.
Alguns autors desconstruïxen la distinció entre el nacionalisme ètnic i el nacionalisme cívic o liberal causa de l'ambigüitat dels conceptes. Per exemple, en el cas paradigmàtic d'Ernest Renan argumenten que és una idealització i ha de ser interpretat dins de la tradició alemanya i no en oposició seua. D'aquesta manera els arguments utilitzats per Renan en la conferència Què és una nació? no serien coherents amb el seu pensament.

#### Estudis moderns
El tall entre la visió romàntica i liberal del nacionalisme es fa després de la Segona Guerra Mundial. Autors com ara Anthony D. Smith consideren llavors que el nacionalisme és un "mite polític" i tot tendix a explicar el nacionalisme com una comunitat imaginada construïda políticament amb finalitats lligades al capitalisme i la indústria. D'alguna manera es fa fora el mite que el romanticisme havia fet de la nació, li treu doncs el caire diví que li havia atorgat.
En aquesta fase es presta molt atenció a com les nacions es tornen independents, com neixen els nacionalismes i com es desenvolupen. Es focalitza l'atenció en nacions que no han tingut aristocràcia pròpia, sense veritable identitat política prèvia i amb una tradició cultural afeblida. Hi trobem els estudis del txec Miroslav Horch o l'alemany Hans-Jürgen Puhle.
En qualsevol dels casos, després de la guerra, el nacionalisme s'explica altrament. S'hi adopta la noció liberal per nodrir-lo però s'opta més aviat per una noció força acostada al marxisme per definir-la. El nacionalisme és el producte de la vida moderna. En un capitalisme desenvolupat, amb un ambient urbà i una indústria desenvolupada, el nacionalisme és una ideologia amb què es pot construir un estat cohesionat. La vida individualista del capitalisme necesitaria uns valors per tal d'unir població que es troba molt desintegrada. Els valors els aportaria la llengua, la tradició, la història, etc. Podem posar-hi a Anderson com a exemple.

#### Noves aproximacions al nacionalisme
En l'estudi dels nacionalismes, noves aproximacions han permès entendre més bé els moviments socials i polítics. Essencialment, s'estudia l'anomenat nacionalisme banal. El concepte és deu a Billing i s'inspira del pensament d'Hannah Arendt sobre la "banalitat del mal", és a dir, sobre les formes més subtils de processos de nacionalització.
Inclou:
- l'anàlisi de la litúrgia nacionalista: estudis sobre els rituals nacionalistes, com ara himnes, etc.
- l'anàlisi dels recursos "sentimentals" per arribar a la població com fer ús de la música per nacionalitzar

### Teòrics del nacionalisme
- Sabino Arana
- Blas Infante
- Castelao
- Vicente Risco
- Michel Aflaq
- Benedict Anderson
- Otto Bauer
- Michael Billig
- Craig Calhoun
- Margaret Canovan
- I. H. Carr
- Walker Connor
- Karl Deutsch
- Rupert Emerson
- Thomas Hylland Eriksen
- James Fearon
- Joshua Fishman
- Clifford Geertz
- Ernest Gellner
- Francisco Gil-White
- George Grant (filòsof)
- Liah Greenfeld
- Johann Gottlieb Fichte
- Ernest Gellner
- Adrian Hastings
- Carleton B. Hayes
- Johann Gottfried von Herder
- Eric Hobsbawm
- Donald L. Horowitz
- Miroslav Hroch
- Michael Ignatieff
- Michael Keating
- Elie Kedourie
- Hans Kohn
- Will Kymlicka
- Donald L. Horowitz
- Arend Lijphart
- Michael Mann (sociòleg)
- Anne McClintock
- John McGarry
- M.T. Mehdi
- Friedrich Meinecke
- David Miller
- Tariq Modood
- Tom Nairn
- Brendan O'Leary
- Matthew Parish
- R. Radhakrishnan
- Ernest Renan
- Rudolf Rocker
- Aviel Roshwald
- Jean Jacques Rousseau
- Edward Said
- Frank Salter
- Robert A. Scalapino
- Michel Seymour
- Hisham Sharabi
- Anthony D. Smith
- Timothy D. Snyder
- Louis Leo Snyder
- Yuli Tamir
- Charles Taylor (filòsof)
- Charles Tilly
- James Tully (filòsof)
- Pierre L. van den Berghe
- Stefan Wolff
- Bernard Yack

### Punts i dates assenyalades
Esdeveniments històrics en els quals el nacionalisme va exercir un paper essencial:
- Independència dels Estats Units (1776)
- Revolució francesa (1789)
- Guerra de la Independència Espanyola (1808)
- Guerra d'Independència Hispanoamericana (1809-1824)
- Unificació italiana sota el domini de Piemont i Sardenya
- Revolució hongaresa de 1848
- Defensa de Paysandú (1864-1865)
- Guerra francoprussiana i la unificació alemanya sota el domini de Prússia
- Guerra del Pacífic (1879-1884)
- Rebel·lió Maji Maji (1905-1907)
- Primera Guerra Mundial
- Revolució mexicana (1910-1917)
- Fundació del Regne d'Hongria (1920-1945) per Miklós Horthy
- La resistència de Sandino contra l'ocupació nord-americana de Nicaragua (1927-1933)
- Segona Guerra Mundial
- Primer arbitratge de Viena (1938)
- Segon arbitratge de Viena (1940)
- Independència de l'Índia (1942-1947)
- Governo peronista en l'Argentina (1946-1955)
- Revolució de 1952 (Bolívia)
- Lluita d'alliberament nacional boliviana (1952-1964)
- Els Deu Anys de Primavera a Guatemala (1944-1954)
- Governo pérezjimenista a Veneçuela (1952-1958)
- El govern nasserista a Egipte (1955-1970)
- Revolució hongaresa de 1956
- Revolució Cubana (1959)
- Guerra d'Indoxina (1945-1954) i Guerra de Vietnam (1958-1973)
- Primavera de Praga (1968)

## Tipologia de nacionalismes

### Confusió i banalització
Hi ha una tendència generalitzada a multiplicar els nacionalismes. Cal vigilar amb aquesta actitud perquè hom confon conceptes.
Essencialment existixen dos tipus de nacionalismes:
- el nacionalisme dit cívic o liberal
- el nacionalisme dit romàntic o ètnic

Històricament, la construcció dels estats nació a tot el planeta ha patit un esquema que va de la Revolució Francesa i la publicació del concepte, a l'aplicació del model romàntic per deixar lloc al model cívic. En tota aquesta trajectòria, la població es nacionalitza, és a dir, es convertix al nacionalisme. A la seua fase final, on tothom és nacionalista, el nacionalisme s'ha banalitzat i és tan natural que hom no el percep com a tal. És ací mateix on poden sovintejar les confusions i les manipulacions per part de populistes i altres grups amb ideologies polítiques o intencionalitats polítiques ben sovint poc ètiques.
Estudiat per Michael Billig, un nacionalisme ja banalitzat seria un mecanisme omnipresent que orienta les percepcions i fa aparèixer com a natural la identificació entre una llengua, una cultura i una comunitat política. Ja siga en rituals col·lectius com l'esport, o en detalls menors com la utilització de banderes per identificar les llengües en les quals s'escriuen els ingredients d'una caixa de cereals, el nacionalisme banal reproduïx quotidianament els esquemes mentals del nacionalisme.
Un exemple d'actitud nacionalista banalitzant és l'anomenat nacionalisme esportiu. Fa referència al nacionalisme aplicat al món de l'esport, per exemple, la utilització dels equips esportius o d'atletes per fer campanya nacionalista. Segons diferents historiadors, com ara Alejandro Quiroga, el nacionalisme s'ha alimentat de l'esport per contribuir a la nacionalització de la població. L'esport ha estat utilitzat, segons Adam Hart-Davis, a les repúbliques ex-iugoslaves per alçar els símbols nacionals d'una suposada nació sèrbia que unix Montenegro, Kossove, Croàcia, etc. Tornen a donar-se casos similars a altres parts del globus. A Espanya l'esport es fa servir per mirar de nacionalitzar la població a l'ideal d'una nació "espanyola", tal com s'apreciava a Sèrbia.
Tenint en compte això, hom podrà dir que el nacionalisme d'ací o d'allà és religiós si enfoca la seua construcció sobre valors tradicionalistes, la qual cosa l'acosta al romanticisme. Podrà dir que és un nacionalisme banalitzat, si la població no acaba de percebre que allò és nacionalista encara que ho siga. Podrà dir que és nacionalisme obert, cívic, voluntarista o popular, però, de totes totes, seguix sent nacionalisme. Tot això són actituds.
Una cosa és fer ús de l'esport, la religió, etc, per nacionalitzar la població, altra cosa és el nacionalisme. De nacionalismes poden haver-hi de dos tipus, un de més obert, no ètnic, un altre de cultural, etnicista. Però, siga un o l'altre, tots dos són nacionalisme. La forma en com s'expressen pot donar més prioritat a la religió o no. Parlem de nacionalisme religiós per qualificar-ne l'actitud però, vulga com siga, és nacionalisme.

### Irredemptisme i secessionisme
D'ençà que el nacionalisme vertebra la formació politicosocial del planeta s'identifiquen dues maneres de formar les nacions:
- nacionalisme irredemptista o centrípet
- nacionalisme secessionista o centrífug

En aquests dos casos hi ha dos models. L'italià que es postula com a model d'irredemptisme i els Estats Units com a model de secessió.
L'irredemptisme aposta per la unificació de territoris amb estatuts polítics diversos però separats, sota el criteri d'una mateixa llengua. Amb el temps, s'ha anat ampliant a la religió. Així existixen nacionalismes irredemptistes que basen la seua unió en funció de la religió i no pas de la llengua. El secessionisme, per contra, voldria la separació d'un territori percebut com a nació de la resta d'un altre, percebut com a nació a banda.
Existixen, però, construccions nacionalistes que inclouen els dos vessants, com és el cas de Polònia. Aquesta torna a ser un model.

### Negacionisme nacionalista
Després de la Primera Guerra Mundial s'establix en dret internacional el dret a autodeterminació dels pobles, és a dir, el dret de nacions com podria ser la catalana, la quebequesa, la tibetana o l'eslovaca de fer secessió, és a dir, de constituir el seu propi estat a banda i independent.
D'ençà que més de 150 nacions s'han independitzat i malgrat tot, no han finit els imperis ni els models d'antic règim. Així doncs hi ha països com ara el Regne Unit o Espanya que hi sobreviu la monarquia. Tots dos mantenen igualment els seus respectiu imperis i les seues respectives colònies. Això vol dir que d'ençà la Revolució Francesa i Americana el llegat revolucionari continua sent parcial i precisament per això hi ha encara nacions que voldrien autodeterminar-se dels respectius imperis dels quals formen part.
Una situació així genera discursos negacionistes. Els imperis que no volen pas veure la secessió de les nacions que posseïxen fan ús de la banalització del nacionalisme per negar l'existència de les nacions amb dret a autodeterminar-se. Això genera situacions ridícules. Durant l'anomenat "Procés" d'autodeternació català, per exemple, partits polítics com ara el PSOE, el PP, Ciudadanos i VOX han qualificat els seus adversaris polítics de nacionalistes perquè defensen l'autodeterminació de Catalunya. Això vol dir que no se'n consideren, de nacionalistes. Però, això, és fals. Són nacionalistes en tant que defensen la unitat d'allò que perceben com una nació i designen amb el nom d'Espanya. Que un discurs així faça o no salat entre la població té a veure amb els processos de colonització i de banalització del nacionalisme. Evidencien, però, el negacionisme rere aquests partits polítics.
Països amb ambicions imperials com és el cas de França preferixen qualificar nacions que es troben dins el seu territori com a regionalismes per mirar de confondre la població i així doncs mantenir-los dins l'Imperi. Còrsega o la Guaiana Francesa són doncs titllades pel nacionalisme francès de regionalisme mentre que el mateix nacionalisme francès s'autoqualifica de nació, per tant, de nacionalista. Torna a evidenciar-se'n el ridícul, sobretot la manipulació de la població. Espanya encara dins el Procés, diu haver-hi colònies amb dret a autodeterminació i per això diu no permetre l'autodeterminació catalana o basca. Però, a esquenes, no permet l'autodeterminació del Sàhara Occidental, no cedix la seua colònia de Ceuta i Melilla, i, tampoc no deixa de tractar els Països Catalans i el País Basc com dues colònies més. Es torna anomenar tot plegat de negacionisme.
Torna a ser força emprat dins el negacionisme la tendència a qualificar-se de "patriota", com a sinònim de bo, i qualificar "nacionalista" al rival polític, com a sinònim de dolent. Aquí l'imperialisme més clàssic vol fer creure que ambdues paraules són conceptes diferents però res d'això. Patriotisme és un derivat de pàtria que en termes semiòtics correspon a la nació, és a dir, al pare dels ciutadans metafòricament parlant: la nació. Un discurs així, força reprès per l'extrema dreta i el populisme més banalitzador com ha demostrat la presidència d'Emmanuel Macron a França, no fa altra cosa que mirar de reprimir les minories i mantenir-les sota la seua tutela.
Partint d'aquestes tergiversacions, el nacionalisme francès ha volgut veure la desintegració de Iugoslàvia com la destrucció de la nació "iugoslava", de caràcter serbi i únicament sèrbia. Així doncs durant els processos de secessió a Iugoslàvia després de la caiguda del mur de Berlín, es divulga a la premsa la destrucció a mans "americanes" d'una "nació iugoslava". Abans d'això el país només difonia la imatge d'una Iugoslàvia sèrbia en què no hi havia cap altra diversitat cultural, a excepció de la serbocroata. El públic simplement no va poder entendre què estava passant amb la caiguda del mur de Berlín i el nacionalisme negacionista aprofundia en la confusió, tornant aquesta "nació destruïda" quelcom d'immutable, diví i d'alguna manera primordialista.
L'imperialisme hispànic, finalment, sempre en una òptica negacionista, vol fer creure que existix una "nació espanyola" i unes identitats "perifèriques" que vol anomenar de nacionalitats. Res d'això és. La nació espanyola com la nació catalana són, existixen, perquè són viscudes i percebudes pels qui així mateix diuen formar-ne part. Es torna doncs a fer ús de la banalització per tal de confondre el públic i provar d'evitar tota autodeterminació. La construcció identitària en aquest sentit de la nació espanyola es torna llavors i ben sovint una destrucció sistemàtica de les "perifèries", és a dir, l'espanyolisme acaba construint la seua identitat a còpia de reprimir les diferències del territori que considera nacional. Quelcom així torna a plantejar la reflexió de la "banalització del mal" feta per Hannah Arent.
Per aquests mateixos motius Espanya, amb l'ajut de França, té l'habitud d'anar traient suposats nacionalismes equivalents al català o al basc a la premsa per tal de confondre la població i, sobretot, traslladar-hi un sentiment de por, del qual n'hauria de derivar un cert rebuig a l'autodeterminació catalana o basca. És així com de cop i volta surt un nacionalisme suposat canari que es vol equiparar al català. Aquesta forma de fer és exactament la mateixa que empra Rússia a l'est per tal d'evitar l'autodeterminació de nacions com ara Lituània, Letònia, Belarús, Ucraïna, Txetxènia, etc. L'imperialisme més clàssic crea els seus propis grups secessionistes per evitar l'autodeterminació de les nacions que jauen sota el seu poder. Es tracta de confondre la població, inculcar-hi por, no canviar l'statu quo. D'aquesta manera Ciutadans diu haver-hi una nació dita Barcelona que voldria la secessió de Catalunya, o una nació dita Londres que voldria la secessió d'Anglaterra. És l'equivalent a dir que existix una nació transnístria a Moldàvia. Només cal un grup d'agitadors i uns mitjans de comunicació que facin d'altaveu, en aquest cas La Sexta o Cuatro.
En aquest sentit paga la pena posar èmfasi sobre el negacionisme hispànic en termes de nacionalisme. Així segons l'Imperi espanyol, no existeix cap nacionalisme espanyol perquè Espanya ja és una nació i, per tant, Catalunya o el País Basc no serien nacions, sinó nacionalismes. Aquesta tergiversació pren el públic per analfabet. No només menteix, manipula i nega l'existència de la nació catalana i basca, sinó que a més d'això, pren la població per ase.
Tot resumint, no havent-hi una aplicació total dels valors de la Revolució Francesa, amb un nacionalisme cívic a tot arreu, el final dels imperis i dels regnes, el món seguix veient com anys a anys els imperis més clàssics miren de negar per la tergiversació, la manipulació i la banalització del nacionalisme, el dret a autodeterminació de les nacions que desitgen accedir a tenir un estat propi, tot creant estats artificials per represaliar nacions amb dret a autodeterminar-se.
Més formes de negar el dret a autodeterminar-se ha estat l'acusació de terrorisme. Aquí qualsevol cosa es torna terrorista. És el resultat final d'un nacionalisme negacionista que persisteix i que a manca de tenir raó, la imposa per la força. Així mateix Espanya ha anat empresonat polítics i ciutadans per haver evidenciat que Catalunya és una nació. Si la violència no l'han tinguda, se la inventen. Aquí de cop i volta el nacionalisme és titllat de lingüístic, de substitució d'una religió per una ideologia, de fe i difícil retorn contrari dialèctic —fet que ens porta a tractar la nació imaginada d'adolescent, immadura, és a dir, tornar a fer prova de paternalisme. També s'hi troba la fabricació artificial de proves falses incriminatòries, vexacions físiques a la víctima a propòsit, criminalització d'una actitud pacífica física i ideològicament, etc. Les inventives són enormes, sobretot davant d'imperis que tenen un estat, és a dir, policia, mitjans de comunicació, exèrcit, relacions diplomàtiques, ambaixades, etc. Se'n diu abús de poder i denota de manca de democràcia.

### Nacionalisme religiós
És un nacionalisme de tipus etnicista segons el qual l'Estat deriva la seua legitimitat política en conseqüència d'una religió comuna. Per exemple, el nacionalisme irlandès és generalment associat al catolicisme; el nacionalisme indi s'associa amb l'hinduisme, etc.
En alguns casos, no obstant això, la component religiosa és més una etiqueta que la veritable motivació del nacionalisme d'un grup. Per exemple, encara que la majoria dels líders nacionalistes irlandesos de l'últim segle van ser catòlics, durant el segle xix, i especialment en el xviii, molts capdavanters nacionalistes van ser protestants. Els nacionalistes irlandesos no lluiten per distincions teològiques, sinó per una ideologia que identifica a l'illa d'Irlanda amb una visió particular de la cultura irlandesa, que per molts nacionalistes inclou al catolicisme encara que no com a element predominant. Per a moltes nacions que es van veure obligades a lluitar contra les conseqüències de l'imperialisme d'una altra nació, el nacionalisme va ser associat a la cerca d'un ideal de llibertat.
L'islam s'oposa fortament a tota mena de nacionalisme, tribalisme, racisme o una altra classificació de la gent no basada en les creences pròpies. No obstant això, certs grups islàmics poden ser considerats racistes i nacionalistes (així, per a alguns, no poden considerar-se veritables islàmics). La creació de Pakistan és un exemple de nacionalisme religiós de base islàmica en la mesura en què prenia com a nació als musulmans de l'Índia. No obstant això, molts dels seus creadors —com els de l'Estat d'Israel— eren laics i consideraven la pertinença a una mateixa tradició religiosa com a element generador d'identitat al marge de la pràctica religiosa en si. Un exemple similar és el dels musulmans de Bòsnia, considerats com a ètnia en l'antiga Iugoslàvia i que en la seua major part eren no creients o no practicants.
Alguns autors, a més, han assenyalat que el nacionalisme és més una religió política que una ideologia política, un substitut de la religió. En aquest sentit s'ha pronunciat Roberto Augusto, que ha afirmat que "creure que una determinada comunitat és una «nació» té a veure més amb la fe que amb la raó; és una creença individual que pot ser compartida amb uns altres i que està més prop del pensament religiós que del científic, d'ací la dificultat d'intentar rebatre-la racionalment".

## Síntesi cronològica

### Història o tipologia?
El nacionalisme és un fenomen aparegut a l'extrem del segle xviii que conquerix els esperits i tots els nivells de la política mundial entre els segles XVIII i XX. Durant aquest període el fenomen s'ha acompanyat d'una diversificació de les seues manifestacions i evolucions a cada lloc en què s'hi ha manifestat.
Els historiadors, amb voluntat de fer-ne una síntesi, han escollit redactar la història del nacionalisme partint de les seues constants —és la tria de Benedict Anderson— o traçant tipologies, fet que posa en valor les dependències i les independències manifestades —és la tria d'Ernest Gellner i Raoul Girardet. Dins aquestes dues tendències n'hi ha que han preferit una tercera via hibridada tal com ho presenten Eric Hobsbawm i Miroslav Horch. És la lectura que es fa tot seguit.

#### Apunts previs
Bona part dels historiadors coincidixen sobre el fet que el nacionalisme pot considerar-se com la voluntat d'organitzar la societat amb principis en acord amb l'economia liberal que va anar emergint al segle XVI. Refusen no obstant això considerar el nacionalisme una simple conseqüència mecànica de l'economia i miren de demostrar que la seua penetració a tot el món ha estat molt influenciada per les dinàmiques polítiques locals i pel funcionament social propi de les mateixes i diverses poblacions.
L'historiador Bernard Michel, especialista en Europa central, considera que la diversitat és tan gran que una visió de síntesi sobre el nacionalisme i a escala global, fins i tot únicament a escala continental, és poc eficaç i que l'"estudi comparatiu dels nacionalismes fa més sentit". Eric Hobsbawm subratlla que aquest vincle entre nacionalisme i economia liberal no sempre s'ha utilitzat a les teories liberals del segle xix i que contràriament a això, les nacions varen arribar a considerar-se com un fre al desenvolupament econòmic mundial. Ernest Gellner, per la seua banda, demostra, però, que una economia agrària pot satisfer-se d'una societat on l'escriptura i el saber és únicament en mans d'uns privilegiats minoritaris però que amb una economia industrialitzada cal una certa homogeneïtat a la població i dinàmiques d'intercanvi entre individus (entropia social), cosa que obliga doncs a tenir escriptura, saber, un llenguatge comú i un cert igualitarisme.
Tots aquests historiadors insistixen sobre el paper de la premsa i de les diverses publicacions per a la presa de consciència dels individus: tan se val el contingut de les publicacions, la seua raó de ser és fer propaganda nacionalista. Les diferents publicacions no són únicament expressions de l'interès general d'una comunitat, contribuïxen igualment a forjar aquesta comunitat. Per això i, a causa també dels interessos econòmics, el paper de la burgesia lletrada ha estat el motor de la construcció de tot nacionalisme: ben sovint ens trobem amb una coalició entre burgesia xica, universitats i gran burgesia. Es noten tanmateix diferències a tot el món: per exemple, el rol nacionalista a Hongria el va exercir l'aristocràcia magiar de l'Imperi austrohongarès, davant l'absència gairebé total d'un burgesia; els "lectors polonesos" varen patir una situació similar al cas hongarès. "Allò que […] va permetre les noves comunitats imaginades va ser la interacció mig fortuïta, però explosiva, entre un sistema de producció i les relacions de producció (el capitalisme), una tècnica de comunicació (la impremta) i la fatalitat de la diversitat lingüística".
Benedict Anderson subratlla la importància de les divisions administratives (que són geogràfiques, ètniques, lingüístiques, econòmiques, etc) ja que exerciren efectes sobre els futurs nacionalistes, contribuint d'aquesta manera a crear horitzons geogràfics, culturals, polítics "naturals" vist que són íntimament viscuts com a tals, fet que no vol pas dir que tots hagen tingut el mateix bagatge. Per exemple, a Amèrica del Sud, els actuals països castellanoparlants són el resultat més o menys aconseguit de fronteres administratives traçades anteriorment per la monarquia hispànica; l'Índia i Indonèsia són avui dues realitats sorgides únicament arran els traçats colonials respectius, els quals han exercit i creat horitzons i representacions nacionals entre les poblacions. Els Estats Units constituïxen una excepció perquè es van construir a còpia d'una expansió i unificació territorial durant 150 anys.
Tot inspirant-se de la psicoanàlisi, Pierre de Sanarclens ha subratllat com els nacionalistes experimenten una necessitat de dignitat, que es traduïx per una defensa de la seua identitat col·lectiva i, per tant, cerca de reconeixement.

### Nacionalisme abans de la Revolució Americana?
El nacionalisme és una ideologia contemporània que emergix amb la Revolució Francesa. Una mirada més ampliada voldria veure nacionalisme a l'edat antiga o a l'edat mitjana. És sobretot una mirada primordialista.
Així i tot, malgrat que el nacionalisme siga contemporani, paga la pena provar de llegir allò que hauria pogut constituir el nacionalisme a l'edat antiga. Per fer-ho, els primordialistes parlen d'elements identitaris que es veuen reflectits en discursos i altres formes d'expressió que ens han arribat:
- El sentiment de partànyer a un món grec en oposició als "barbars" (que no parlen el grec) i la mobilització d'una part de les ciutats estat gregues contra un "invasor" persa, recollits a molts escrits de l'antiga Grècia són evidències d'un sentiment probablement nacionalista.
- L'aliança de diversos pobles celtes contra els romans constituïx probablement també un sentiment de nacionalisme perquè és població que percep les incursions romanes com a invasions i els seus protagonistes com a estrangers
- La noció de pertànyer a una comunitat per part de hans a la Xina contra unes poblacions nòmades percebudes com a bàrbares

A la caiguda de Roma tornen a repetir-se aquests mateixos esquemes:
- La percepció d'invasió de cara els àvars, proto-bulgars, ostrogots, alans, etc
- La unió de tribus celtes contra els angles i els saxons a les illes britàniques

La projecció d'un nacionalisme a l'Edat mitjana torna a ser una lectura primordialista. Eric Hobsawm diu que fer ús del terme "nacionalisme" abans de la Revolució Francesa (per qualificar per exemple l'orgull d'unes elits vers els imperis xinès, grec, asteca o inca) seria un anacronisme, una projecció a posteriori d'un sentiment identitari modern, sobre una realitat que és anterior a la seua emergència. Per aquest motiu Eric Hobsbawm afirma igualment que s'hauria de mirar de no confondre el sentiment nacional amb altres variants del sentiment de pertinença a un col·lectiu, qualificats de "protonacionals" i que "no tenien o no tenen cap relació amb la unitat d'organització territorial [...]" actuals i que presenten dificultats perquè no podem saber amb exactitud què sentien a Roma. Els "sentiments dels illetrats que formaven la majoria de la població mundial abans del segle XX", fa remarcar l'historiador, no tenen veu en tant que no escriuen i no tenim altres restes que vinguen a indicar-nos què sentien.
Alguns autors, com ara Gaines Post, han sostingut la hipòtesi d'un esborrany de nacionalisme vora el segle xiii i XIV, amb un principi de construcció d'estats territorials (ex.: regne d'Anglaterra, França, etc) lligat, segons diu, a l'aparició d'un sentiment patriòtic (patria communis) que unia els subjectes al sobirà. En tot cas, si haguera existit un nacionalisme aleshores, difícilment plausible, aquest era molt diferent del que es concep com a nacionalisme després de la Revolució Francesa.

### Naixement i desenvolupament dels nacionalismes
Ernest Gellner sosté que el nacionalisme neix amb les manifestacions culturals de transició cap a la societat industrial viscudes a la Reforma protestant d'Europa. Benedict Anderson diu, més aviat, que la reforma protestant i el "capitalisme de la impremta" s'ha aprofitat l'un a l'altre per tenir audiència. Concretament, considera que el nacionalisme neix a Amèrica del nord, als anomenats Estats Units, els primers que fan secessió de l'Imperi britànic.
"Vet aquí l'enigma: per què van ser precisament les comunitats criolles les qui varen adquirir aviat el sentiment de formar part d'una nació —fins i tot abans que bona part d'Europa? Per què aquestes províncies colonials que agrupaven normalment fotes poblacions oprimides i no castellanoparlants, han donat naixement a criolls que varen redefinir conscientment aquestes poblacions com a sortints d'una mateixa nació?"
Per a l'historiador, el sorgiment d'aquestes nacions americanes va ser el fruït del repartiment administratiu fronterer, creat i mantingut per la metròpoli i voluntàriament diferenciat de la mateixa. Les fronteres administratives o traçats colonials varen projectar als futurs nacionalistes horitzons geogràfics, culturals i polítics.
Fet i fet, el nacionalisme es construïx ja de bon començament sobre el genocidi de poblacions locals. És a dir, de bona partida tenim ja una concepció etnicista als Estats Units on les tretze colònies miren d'expandir-se i envaïxen territori aliè. Maten i desallotgen les poblacions locals per imposar-hi una nació blanca, de creença anglicana i de parla anglesa. És un dels primers genocidis de l'era contemporània.
A Amèrica Llatina la construcció de les nacions torna a reprendre esquemes similars. Però, en aquest cas, les poblacions locals, ja colonitzades i desposseïdes de les seues cultures, són obligades a continuar i perpetuar l'hispanisme, encara que els criolls petit burgesos formen les noves fronteres nacionals.
El nacionalisme no ha deixat de manifestar-se d'ençà el segle xviii. La primera manifestació evident va ser la configuració de les fronteres europees al segle XIX. L'antic règim s'hi resistix i mira de reprimir tot moviment que vulga crear una comunitat imaginària però les ambicions imperials dels estats concernits i la barreja d'aristocràcia i burgesia o, dit altrament, l'aburgesament de l'aristocràtica d'antic règim, mena de mica en mica a la formació de les comunitats imaginàries que tant s'havien reprimit. En historiografia es considera la revolta de l'any 1848 un punt d'inflexió en aquest procés de nacionalització.
Els traçats de les comunitats imaginària xoquen amb les estructures encara existents d'antic règim. Aquestes, com és el cas de França i Alemanya, generen guerres, unes darrera de les altres, fins esclatar en un gran conflicte d'escala global, la Primera Guerra Mundial on, després de la victòria aliada, es crea a nivell internacional la Societat de Nacions que hauria d'haver protegir, teòricament, les minories nacionals. És, en efecte, durant el segle xix que el nacionalisme es nodrix de contingut i abandona la seua vessant cívica per tornar-se ètnica. L'antic règim mira de mantenir les fronteres reials (ex: França) i no deixa que ningú altre (ex.: Prússia) les conteste. L'antic règim (ex.: Prússia, Àustria-Hongria o Espanya) prova de mantenir-se dempeus reconvertint-se a un nacionalisme artificiós. Les minories prenen consciència de la seua cultura i la cultiven.
D'aquestes fenòmens, consciència de les minories, manteniment de les estructures antigues i, construcció artificiosa, emergixen un munt de moviments nacionalistes a tot el continent. Els uns són esclafats amb certa eficàcia, com el cas català, escocès, neerlandès o basc, altres difícilment aconseguixen callar-se. És el cas del nacionalisme txec, hongarès, eslovac, lituà, etc. Durant aquest període hi ha doncs dinàmiques d'integració i desintegració. Tot un moviment paneslau es posa en marxa per tal de resistir a l'antic règim i construir comunitats imaginàries per sobre. Un cop assolides, s'assistix a un procés de desintegració amb la creació de més comunitats imaginàries.

### Moviment polític (1870 ençà)

#### Nacionalització de la llengua
Els moviments nacionalistes del segle xix varen necessitar projectar una llengua per estat nació amb l'objectiu de dur a terme la construcció fronterera dels estats desitjats. Segons Eric Hobsbawm la cosa va anar de l'ús d'una llengua a la "creació o invenció de noves llengües" de manera que es va tornar evident que hi havia una construcció "politicoideològica als processos de construcció de la llengua".
Hi ha en primer lloc la necessitat d'imposar un estàndard a tota la població, tal com es va fer a Itàlia o Alemanya. Tot seguit, es procedix a l'escolarització i amb aquesta, ajudada de la premsa, es força la població a nacionalitzar-se. La població adulta és nacionalitzada mitjançant l'exèrcit que es torna obligatori a aquest propòsit i la premsa o la literatura mateixa. A estats d'antic règim on hi ha un procés de modernització com és el cas de França, Espanya o Àustria-Hongria, la Cort imposa la llengua de l'aristocràcia i sota els mateixos processos de nacionalització, obliga els seus ciutadans a parlar-la. És en aquest punt que sorgixen nacionalismes més xiquets. Els estats són en realitat un batibull de varietat cultural i això no agrada a les elits governants que miren d'imposar-hi la llengua de la Cort per mantenir l'estructura de l'antic règim. Però les comunitats culturalment diferents s'hi reboten.
La llengua es torna en un objecte d'estudi científic i sovintegen les anàlisis evolucionistes. Es conclou que tota llengua és un dialecte que neix d'un altre dialecte i que cap llengua és un idioma sinó que en diem idioma perquè és un dialecte amb exèrcit i marina. Les recerques evolucionistes es revelen més tard errònies en molts aspectes i s'opta per una lectura geogràfica. El procés de nacionalització ha pres llavors el camí de la banalització del mateix nacionalisme.

#### Racisme i hostilitats entre imperis nacionalistes
En un context de colonialisme exacerbat, el nacionalisme es nodrix de l'evolucionisme per justificar una existència prèvia de la nació, gairebé immòbil, ètnica i divina. Es creen discursos d'antics herois de la nació que haurien lluitat contra un enemic. En aquest cas els bàrbars contra els romans. Es fa divulgar nocions de coratge, força, rauxa, etc. És propaganda.
Aquesta concepció etnicista i primordialista de la nació deriva en un racisme ambient que genera l'extermini de poblacions diferents culturalment. El nacionalisme alemany se'n torna la imatge més evocadora. Per a ser alemany no només cal saber parlar alemany sinó que s'ha de ser fill d'alemanys, els quals han de ser ja alemanys de moltes generacions, com una certa perpetuació biològica.
Tot això xoca amb els valors de la Revolució Francesa i imperis com el francès, que voldrien mantenir les fronteres de l'antic règim, tergiversen l'opinió pública, presentant-se com a nacionalisme cívic quan a França també cal parlar-hi francès per a ser francès. Tanmateix, tot resseguint els valors de la Revolució Francesa, la nació no s'assenta sobre cap perpetuació biològica i és en aquesta que torna a ressorgir el nacionalisme cívic.
El cúmul de dos nacionalismes tancats com foren el francès i l'alemany porten a la Segona Guerra Mundial i l'extermini de comunitats com la jueva per una suposada existència de nació ària. Les nacions més xiques col·laboren molts cops amb l'Alemanya nazi amb la fi d'assolir la independència (ex.: les repúbliques bàltiques) i protegir-se de les ambicions imperials de Rússia. Altres igual de xiques mostren un nacionalisme força més cívic des de primera a primera però les ambicions imperials d'Anglaterra i França no els deixen autodeterminar-se i les amaguen sota la catifa, tal com s'aprecia amb Irlanda o Catalunya.
A l'Àsia s'hi assistix a un naixement de nacionalisme força tancat degut a la tardança industrialitzadora i a la pervivència encara d'estructures d'antic règim. Imperis com el japonès es tornen agressius i miren de perpetuar una nació nipona de caràcter biologista allà on penetren les seues tropes. El colonialisme europeus exacerba l'ambient a profit propi. A les colònies asiàtiques els imperis europeus miren de perpetrar-hi un model etnicista sota l'excusa de missió civilitzadora. Així doncs França com a Anglaterra o Holanda imposen de manera explícita o menys explícita les llengües pròpies tot mantenint un apartheid legal que dona privilegi a un grup de blancs, europeus i cristians.

### Noves tendències del segle XX
A la segona meitat del segle XX les poblacions africanes, en una connexió entre burgesa xica, criolls i interessos nord-americans, veuen un nou procés de manifestació nacionalista amb què les antigues colònies se separen d'Europa. Els traçats colonials servixen aleshores com a eina per crear en l'imaginari col·lectiu possibles nacions. El traçat no s'adiu sempre a la diversitat sobre terreny i el pas d'un antic règim a nou règim genera divergències traduïdes en nous moviments secessionistes. A banda, la no progressió de la industrialització i l'efecte de la colonització, ha reforçat sistemes tribals de vida que després són represos en clau de secessió.
Després de les independències de les antigues colònies europees, Europa és escenari de noves manifestacions a favor de l'autodeterminació de les nacions. Hi haurà una primera fase, amb la caiguda de la Unió Soviètica i, una nova fase, amb els processos d'independència català, basc i escocès. A la primera fase, el negacionisme mira de fer creure que existia una "nació iugoslava" i que les ambicions imperials americanes porten a "destruir" aquesta nació. La Unió Europea no intervé i deixa que l'integrisme serbi prenga posició fins a voler exterminar població bosniana. L'accés a la independència de les antigues repúbliques soviètiques tindrà més a veure amb l'animadversió contra Rússia per part dels guanyadors de la Segona Guerra Mundial, que amb la voluntat real de donar dret a autodeterminació a les respectives comunitats imaginades, com podrien ser Lituània, Letònia, Eslovàquia, etc. Paral·lelament, tot d'estats minúsculs accedixen a la independència i es reivindiquen com a nacions a banda. Són el fruït del capitalisme mateix que necessita tenir zones blanques per esvair imposts. A la segona fase, s'han manifestat el nacionalisme català, basc, escocès, irlandès, gal·lès o neerlandès. Són nacionalismes tardans perquè seguixen el mateix model de nacions com ara Txèquia, Polònia o Finlàndia. Qüestionen l'estructura que va quedar de l'antic règim i voldrien ara que es troben en societats més democràtiques, que no vol dir democràtiques, poder accedir a la independència plena, la qual cosa es traduïx en la construcció del seu propi estat i institucions.
A Bèlgica els flamencs qüestionen la construcció de l'estat belga, denunciat que va ser artificial i que l'estat es basa en un nacionalisme jacobí de tipus francès en què no hi ha lloc per a la resta de llengües nacionals. Escòcia i Gal·les denuncien ser dins un imperi que els ha anul·lat culturalment i per això voldrien accedir a la independència. Irlanda mira d'unir el nord amb el sud mentre que els nacionalisme català i basc intenten desfer-se de la construcció imperial hispànica que els reprimix culturalment, socialment, institucionalment i econòmicament.
Són nacionalismes que existixen des del segle xix però que el negacionisme francès i hispànic cataloguen com a "regionalismes" i assimilen a un suposat, quedaria provar que existixen, nacionalismes "lionès, niçenc, saboiard", etc, per la banda francesa, "asturià, andalusí, murcià", etc, per la banda hispànica. Els nacionalismes català, escocès, gal·lès o l'afer belga són nacions que no varen arribar a assolir la independència perquè en el decurs de la reconfiguració política del món després de la Segona Guerra Mundial, els guanyadors, amb ambicions imperials encara sobre terreny, miraren de manipular l'opinió pública i reforçaren la força física que posseïen per evitar-ne les secessions.

## Procés de nacionalització
Miroslav Horch o Hans-Jürgen Puhle ha provat de resseguir el nacionalisme com a fenomen i des d'aquesta perspectiva han mirat d'esquematitzar els processos de formació de les nacions i l'accés a tenir un estat independent. És justament allò que es pretén tot seguit.
Miroslav Horch distingix dues vies, dos tipus de nacions, segons el model que hi ha hagut a Europa. Existixen les nacions ja construïdes sobre la base d'un antic règim, com és el cas de França, Hongria o Àustria, i les construïdes de vell nou, normalment més xicotetes en dimensió. Aquestes no tenen aristocràcia pròpia degut a la inexistència d'una estructura econòmica i institucional d'antic règim prèvia i tenen una cultura força afeblida per la repressió viscuda i vinguda de les primeres.
Segons els seus estudis, es poden diferenciar tres fases:
- Primera generació
- Segona generació
- Tercera generació

Les tres fases (d'ací la conveniència de parlar de generacions) poden produir-se en èpoques diametralment oposades.
Hans-Jürgen Puhle analitza de la mateixa manera i sota el mateix esquema les nacions dites més grans.
Tornem a trobar-hi diverses fases:
- Generació d'integració
- Generació de desintegració

Segons com s'haja format l'estat, trobarem una fase d'integració o bé una altra de desintegració. Es postula simplement que en haver-hi anteriorment un antic règim que posseïa dins un mateix territori tot de cultures molt dispars, allò dona en la construcció de nacionalismes secessionistes i/o irredemptistes alhora. És el cas d'Àustria-Hongria, Espanya, Suècia, etc. Si, en canvi, l'estat no té una gran diversitat i no existix una vertadera disparitat, tindríem sobretot un nacionalisme d'integració i que mira de fer fora l'antic règim per implantar-hi una república. És el cas de Portugal.

### Nacionalització tardana

#### Nacionalisme de primera generació
Un grup reduït de persones s'interessen de cop per la llengua, història i cultura d'una nació subjecta a un territori abans constituït en forma d'Antic Règim i que s'ha format a l'entorn d'una nació de tipus imperial. L'interès no deriva en cap mena de reivindicació política. Les cerques sobre la seua pròpia cultura les troben ben sovint en altres llengües i altres territoris.
S'hi poden col·locar en aquesta primera fase nacions com ara Txèquia, Eslovàquia, Estònia, Finlàndia, Lituània, els Països Catalans, Eslovènia, el País Basc, Letònia, etc. També hi podem incloure Itàlia, Romania o irredemptismes com ara el nacionalisme irlandès. Hi ha un interès creixent cap a la cultura pròpia i inicialment no totes deriven en accions polítiques. S'hi cultiva únicament l'estima i l'estudi per la pròpia cultura i prou.

#### Nacionalisme de segona generació
A la segona fase, hi ha una presa política de caràcter cultural. Són moviments intel·lectuals que reprenen ben sovint un model transformat en polític com va ser l'italià i el Resorgimento. Als Països Catalans i Andorra va donar lloc en l'anomenada Renaixença.
Ja no tenim uns pocs intel·lectuals que s'han interessat per la cultura pròpia, sinó que comença a haver-hi un gruix important de persones, de totes professions confoses, que pensen que hi ha una comunitat imaginària i que viuria força millor amb un encaix adient a allò que és, una nació. És a dir, després de l'interès, pot haver-hi acció política i aquesta deriva normalment en moviments secessionistes.
En aquesta fase es torna necessari divulgar els valors comuns de la nació imaginada. És a dir, saber fer front a l'antic règim i obrir escoles, premsa, etc. Tot plegat ha de servir per a tenir una població que comence a prendre consciència que forma part de la nació. Es funden associacions, florixen les campanyes de tota mena, es funden revistes i diaris, etc.

#### Nacionalisme de tercera generació
La població ja s'ha nacionalitzat i es troba aleshores sota un estat d'estructura feudal o hereu d'aquesta. És el cas d'Espanya, d'Àustria-Hongria, Rússia, etc. La nació "xicoteta" que ha pres consciència d'allò que és, voldria deixar d'estar subordinada a aquesta estructura d'Antic Règim i, després de mirar d'assolir una autonomia, ben sovint camina cap a l'autodeterminació.
És ací on l'autodeterminació pot prendre dues formes:
- nacionalisme irredemptista
- nacionalisme secessionista

Pot haver-hi igualment una combinació de les dues. Itàlia, Irlanda, Polònia o els Països Catalans són exemples d'una combinació de totes dues.
Per assolir la secessió i/o unificació es presenten ben sovint arguments econòmics. Això ha donat peu a parlar d'un nacionalisme econòmic però lluny d'això, és nacionalisme com qualsevol altre i l'economia és només una aspiració. Es concentra sobre els mecanismes de dependència econòmica o neocolonialisme. Sosté la necessitat que sectors i empreses bàsiques de l'economia romanguen en mans de capitals nacionals, moltes voltes estatals, quan el sector privat no està en condicions.
Els orígens del nacionalisme econòmic poden trobar-se en la creació d'empreses estatals per explotar productes estratègics com la creació de YPF pel petroli a l'Argentina en 1922 i després a les polítiques de nacionalitzacions implementades per gran quantitat de països entre els quals es destaquen: la nacionalització del petroli a Mèxic en 1938, la nacionalització del petroli a Iran en 1951, la nacionalització del Canal de Suez en 1956 i la nacionalització del coure a Xile en 1971.

El nacionalisme econòmic està també íntimament relacionat amb la Teoria de la Dependència elaborada per l'escola desarrollista llatinoamericana que sosté que el sistema econòmic mundial ha establert una divisió internacional del treball que atribuïx als països centrals la producció industrial, d'alt valor agregat, i als països perifèrics la producció de matèries primeres, de baix valor agregat. El desenvolupisme sosté que existix una tendència general a la deterioració dels termes d'intercanvi en perjudici de la producció agrícola-primària, i que els països perifèrics necessiten impulsar agressives polítiques industrials per trencar el cercle viciós del subdesenvolupament.

#### Nacionalisme de quarta generació
En cas d'assolir-se la independència i la creació d'institucions pròpies i independents, es procedix a un procés de banalització del nacionalisme. En poder-se constituir amb independència, el nacionalisme s'hi banalitza. Així el territori passa a ser considerat internacionalment com un país i pot participar en competicions com són els Jocs Olímpics o Eurovisió.
Això vol dir que mitjançant aquestes competicions i la representació internacional del país, la població adopta ja el nacionalisme com a forma més, de manera natural, és a dir, torna el nacionalisme part del seu tarannà i amb això queda banalitzat el nacionalisme.

### Conversió d'antics règims

#### Primera generació de nacionalisme
A la primera fase, un grup reduït de persones s'interessen a fer caure l'antic règim i implantar-hi per sobre una estructura ideològica moderna. La resistència de l'antic règim pot generar integració entre poblacions totalment dispars. És el cas de Txèquia i Eslovàquia, totes dues unides per fer front a l'Antic Règim i, per tant, construïxen un estat unificat.
En aquesta fase pot haver-hi un grup reduït de persones que s'interessen de cop per la llengua, història i cultura de les subjectes a aquest estat. Paral·lelament, però, el procés de modernització mena els primers a crear un nacionalisme d'estat. Ixen de cop i volta símbols nous, banderes, escuts, etc. Moltes voltes la cosa partix més de l'elit que del poble mateix. A Espanya, per exemple, la bandera mateixa de la "nació espanyola" és formada per la monarquia hispànica.
En no haver-hi reivindicació política per part de les nacions més xiques, tot sembla apuntar que hi ha una nació i un procés d'integració. Tot fa pensar que es construïx una gran nació i que la batalla és antic règim o nou règim. Ben bé, les nacions més xiquetes són en procés de presa de consciència mentre que l'antic règim muta per no caure. En fer-ho agafa la cultura de la Cort i la transforma en la d'una nació gran que es base en tot el territori de l'antic règim. Comença doncs la repressió contra les minories nacionals i és això que fa accelerar la línia entre l'interès per la cultura pròpia i l'acció de voler fer secessió política.

#### Segona generació de nacionalisme
A la fase d'integració anterior li seguix una d'estabilització en què el nacionalisme d'estat es banalitza. Les escoles, l'exèrcit i tot d'altres mecanismes, com la premsa, ja difonen una imatge d'una nació construïda. La repressió contra les minories continua i és ací on del moviment intel·lectual que torna a donar valor a la llengua, procedix a la secessió i demanda d'autonomia, com ara els Països Catalans, Noruega, Finlàndia, Eslovàquia, etc.
Les nacions xiques viuen doncs en fase de Renaixença. La contestació de les fronteres es torna en un nou perill per a l'antic règim de manera que la repressió augmenta en tant que es torna calculada. Alhora els països veïns tenen l'hàbit de no intervenir, fer veure que no passa res, adoptar actitud negacionistes com qualificar els moviments insurgents de regionalistes, fanàtics, terroristes, etc. Es coacciona la lliure expressió, tot passa a ser objecte de delicte, sempre que no conjugue amb allò que pensa l'estat.
En realitat ens trobem amb dues situacions:
- estats d'antic règim que s'han format amb criteris de nacionalisme d'estat i, per tant, temen que la secessió del veí siga un model per una secessió interna
- estats més xiquets que de por a veure's envaïts pels més grans preferixen fer-li l'andorrà als més grans i estalviar-se ingerències

Tot això, però, és vàlid per a estats multinacionals com l'hispànic, el regne de Suècia al segle xix, Rússia o França mateix. Fet diferent són nacions com ara Portugal que en no haver-hi cap mena de diversitat més que la cultura pròpia, es procedix a una simple banalització i modernització. La construcció nacional s'estabilitza doncs després de la fase anterior d'integració.

#### Tercera generació de nacionalisme
En obtenir la independència, el nacionalisme més xiquet ha de construir-se i procedix a una fase de banalització del seu nacionalisme. El més gran, ben sovint, no accepta la secessió i, ací, hi ha dues actituds. La més pragmàtica, com s'ha vist al Regne Unit, que és acceptar la secessió i mirar de bastir bones relacions econòmiques amb què ambdós guanyen o, la menys pragmàtica, l'estil francès, que és el revanxisme.
La gran nació aprofundix en la negació, s'obsessiona a reprimir el secessionat i, ací, produïx una guerra econòmica per tal de debilitar el veí. Això mena a conseqüències negatives a totes dues bandes. La gran es torna xovinista mentre la més menuda s'empobrix. En reacció, la secessionada reforça el seu nacionalisme i posa traves a tot arreu per tal que l'estat del qual se n'ha separat no puga avançar i, en efecte, no avança.
Les condicions de la secessió ja poden aplanar el camí per un altre conflicte més gros. En efecte, els estats grans, obsessionats per no fer caure l'antic règim, es dediquen a dividir el territori nacional de la nació més xiqueta i, així doncs, s'arriben a crear artificis com és el cas de Bèlgica.

### Fase de banalització

#### Nacionalisme d'esquerra o popular
A les fases de banalització el nacionalisme penetra la ideologia d'esquerres que havia sorgit com a forma de protesta contra el nacionalisme perquè l'havia associat al capitalisme. El nacionalisme d'esquerra, (també anomenat "nacionalisme popular" per aquells que són reticents a enquadrar-se en el pla "esquerra-dreta", o per contraposició al terme "nacionalisme oligàrquic") és una forma de nacionalisme basada en la justícia social, la sobirania popular i l'autodeterminació nacional (tant política com econòmica). El nacionalisme d'esquerra agrupa a diversos corrents que van tenir en comú una base de nacionalisme, amb una orientació progressista, reformista o revolucionària (en alguns casos es va expressar de forma autoritària o sota règims militars). A causa de la seva inclinació a la noció de l'interès general de la nació o la comunitat, se li sol relacionar amb ideals socialistes, raó per la qual algunes expressions polítiques solen considerar-se "nacionalisme social" o "socialisme nacional".
Sol tenir un fort component de nacionalisme econòmic, en vista de la qual cosa es dona majoritàriament en països econòmicament dependents o subdesenvolupats, que busquen desenvolupar-se mitjançant la intervenció estatal, i posar l'economia al servei d'interessos nacionals considerats estratègics. També sol tenir un component social, ja que entén que la nació no està separada del poble que l'habita, i que una nació forta i desenvolupada només pot aconseguir-se mitjançant la justícia social (sent partidaris dels Estats de benestar o social), ja que d'una altra manera aquesta nació se sumiria en el caos i el conflicte permanent producte de la injustícia i el desequilibri social. També sol vincular-se amb el corporativisme, però a diferència del feixisme, aquesta doctrina corporativa cerca la integració política dels gremis i altres entitats intermèdies dins de l'Estat (alguns sectors busquen el reemplaçament total de la democràcia liberal, els partits polítics i el parlament, deixant solament als gremis), i també es busca la integració i participació econòmica dels treballadors en la gestió, propietat i beneficis de l'empresa nacional (a través dels sindicats) al costat dels empresaris (tenint a l'Estat com a regulador de les relacions laborals i de producció), mostrant així la seva oposició a la lluita de classes (alguns governs es van declarar anticomunistes). A vegades, el nacionalisme popular sol posar èmfasi dins de les seves doctrines en el laïcisme (en alguns casos amb l'ateisme) i l'ecologisme.
Altres vessants del nacionalisme d'esquerra posen l'accent en la rebel·lia d'una nació contra una altra nació que l'oprimeix (ja sigui política, militar o econòmicament), i així poden classificar-se com a nacionalistes d'esquerra a tots els moviments d'alliberament nacional, antiimperialistes o anticoloniales que lluiten per la independència de les seves nacions.
Alguns exemples clars de nacionalisme popular es troba en Amèrica Llatina com el peronisme en Argentina, varguismo en Brasil, cardenisme en Mèxic, ibañisme en Xile, etc. Al mig Orienti és conegut el cas del Nasserisme en Egipte.
També pot entendre's com a nacionalisme d'esquerra a tot règim d'esquerra (per exemple, en els governs comunistes), que posi l'accent en el patriotisme i l'exaltació dels valors o tradicions nacionals (prenent en alguns casos una posició més conservadora sobre aquest tema, sobretot enfront de fenòmens com la globalització).

## Models de nacionalització
La construcció de tota nació necessita dur a terme polítiques d'homogeneïtzació social i cultural de la seua població i que es traduïxen en els punts següents:
- control militar i policial del territori
- centralització, monopolització i estandardització de la burocràcia estatal
- construcció d'infraestructures i serveis de comunicació
- homogeneïtzació i universalització progressiva de serveis relacionats amb l'estat
- desenvolupament i regulació dels mitjans de comunicació de massa
- construcció o promoció e referents simbòlics comuns

Així i tot caldria no confondre alguns d'aquests punts amb la forma d'organització dels estats. Els estats poden ser federals, centrals o confederals i haver-hi igualment unes sinergies de monopolització i estandardització. Alhora poden haver-hi nacions amb més d'una llengua i estandardització i monopolització de les poblacions.

### Estats Units
El model nacionalista dels Estats Units construïx el seu mite sobre un nacionalisme cívic que recolza els seus pilars en l'individualisme, la llibertat i la democràcia. En ésser un territori que neix arran de la secessió d'uns colons vers la metròpoli, no pot haver-hi construccions nacionalistes com les europees. Però això és el mite amb què els Estats Units volen veure's i representar-se a la resta del món (Guibernau, 2007). La primera evidència que el fa caure són les persecucions cap a Julian Assange o Edward Snowden, les guerres contra el Vietnam, l'Iraq i gairebé tota Àfrica. La democràcia és per als estatunidencs i els seus aliats. La resta del món no pot gaudir-la i si els estatunidencs la gaudixen, han de procurar servir els interessos de l'estat.
La construcció nacional s'ha fet en realitat sobre la base de l'anomenat WAAP que són les sigles de "White American Anglosaxon Protestant" i traduït a llengua catalana dona "anglosaxons americans protestants blancs". La religió és efectivament un factor de construcció dels Estats Units i tota la història de la seua literatura, art plàstica, música o mediàtica deixa en evidència això mateix. L'anglès no hi és llengua oficial però s'imposa per altres vies més subtils. Finalment, la invasió del territori a l'oest, amb l'extermini de poblacions locals ameríndies fa evident com el model nacionalista estatunidenc és força més ètnic del que vol aparentar-se. Les pel·lícules sobre cowboys perpetren i han perpetrat una imatge de nació blanca, anglesa i anglicana en contra d'uns suposats bàrbars, els quals no cabria altra alternativa que civilitzar-los (Guibernau, 2007).
A la dècada dels seixanta del segle XX s'introduïx el concepte de meelting pot que voldria traduir-se com una barreja per tal de demostrar i fer avinent com la nació estatunidenca també s'ha construït amb poblacions afroamericanes, hispanes, etc. Però la història mateixa dels drets civils al país demostren com aquest meelting pot és fals. La construcció també s'ha fet a còpia de concebre's com a potència i de retruc les poblacions immigrants si marxen als Estats Units és a desgrat, no s'hi integren i perpetuen aquest meelting pot que, més que barrejat, és una amanida on vàries cultures contacten però no es barregen (Guibernau, 2007). És d'habitud conèixer americans que es venten de saber qui foren els seus avantpassats. Immigrants italians, holandesos, francesos, espanyols, portuguesos, irlandesos, etc, però és una mostra més de com el mite no s'adiu a la realitat. Certament procedixen de totes aquestes poblacions, però són europees, blanques i cristianes. Tornem a trobar-hi el WAAP.
El model estatunidenc s'ha reprès de forma més o menys aconseguida a Amèrica Llatina, Oceania i altres antigues colònies britàniques. La defensa de la federació com a model d'estat ha estat majoritàriament reprès al món i tot i que no és majoritari a Europa, sí que es construïx de forma primordial a la confederació suïssa.

### França
La construcció del mite nacionalista francès es basa en una ficció. Partix d'un suposat adquirit als "esperits" francesos i que després de la Revolució Francesa es perfecciona. Vol fer creure que la nació francesa s'assenta sobre els valors de l'individualisme, la democràcia i la llibertat però res d'això és. La llibertat i la democràcia és per als francesos i els seus aliats. Fora, només hi ha dret a sotmetre's a l'Imperi. Cap de les seues antigues colònies varen poder gaudir de cap valor sorgit de la Il·lustració, hui encara l'Estat manté lligams molt discutibles amb dictadures a canvi de petroli. El mite fundacional francès tampoc no és fraternal, igualitari i alliberat. És fruït d'una homogeneïtzació portada per l'Estat a cop d'imposició (Ashford, 1982) (Weber, 1976).
Els ciutadans que viuen a França abans de la Revolució Francesa no s'identifiquen a cap nació dita francesa. França és un regne que per diverses guerres ha anat absorbint territori aliè. La població identitàriament no se sent precisament francesa. La majoria parla una altra llengua que el francès. La Revolució Francesa mou tota la ciutadania però allò que s'anomena nació aleshores no és allò que hui s'entén com a nació "francesa". Nació era el tercer estat, que sota la ploma de l'abat Syiegès s'associa a "poble". La població es revolta contra la misèria, més que pels valors il·lustrats. La il·lustració la duen a terme un grup d'intel·lectuals ben situats que fan divulgació de les seues idees entre els lletrats, que no són precisament la majoria de la població. El poble és més atiat per la fam que convençut per uns ideals cívics (Weber, 1976).
És durant el segle xix que es gesta la ficció. Ernest Renan és citat recurrentment com a model el nacionalisme francès. És nació tot el qui naixi a França, vinga d'on vinga, segons el seu parè. La realitat n'és una altra. I cal recórrer més aviat als discursos de Jules Ferry per entendre-ho. L'escola es torna un mecanisme de nacionalització, d'homogeneïtzació més ben mirat. S'imposa el francès i es vol deixar entendre que la resta de la varietat cultural del país és folklòrica i retardada. Simplement, el pas de l'antic règim al nou règim, es fa sobre les mateixes fronteres i estructures. Aquestes no s'adiuen amb la realitat i és llavors que els historiadors, escoles, mitjans de comunicació, l'exèrcit i tot l'aparell de l'estat es posen en marxa per redactar el mite de la fraternitat, igualtat i alliberament, que s'imposa als ciutadans d'aquestes fronteres (Weber, 1976).
Així doncs durant el segle el projecte de nacionalització és en mans de personatges com ara Jules Ferry per qui els africans s'han de civilitzar i el cors o el bretó són patuesos. Són d'alguna manera els indígenes de l'oest estatunidenc. D'ambicions imperials, cas contrari no cercaria fer-se amb territori aliè, com l'africà, no ostentaria cap jurisdicció medieval com el coprincipat andorrà, ni promouria guerres contra els seus veïns, com Alemanya, la propaganda diu nodrir-se d'un nacionalisme cívic però durant el segle xix el país es troba en mans d'unes repúbliques orquestrades per l'aristocràcia aburgesada, pel reialistes i els nacionalismes integrals. La construcció nacional és doncs més ètnica que cívica encara que la nacionalitat és flexible de concordança amb els drets civils recolzats aleshores per l'extrema esquerra, més que la dreta que carregava precisament sobre els manifestants per impedir el sufragi universal. L'ús d'aquest sufragi es torna i tot mètode de propaganda per assolir ambicions imperials (ex.: Napoleó III). Més que voler nacionalitzar els nouvinguts o nounascuts, es volia sobretot vots per posar en marxa l'homogeneïtzació. No és doncs un nacionalisme sentit, és ficcionat (Weber, 1976).
Malgrat tot, durant el segle xix i XX Còrsega ha demostrat àmpliament com aquesta homogeneïtzació volguda des de dalt i venuda a la població com a divina, no sempre ha assolit el grau que volia i Còrsega es considerava i es considera encara hui una comunitat imaginària més al si d'Europa (Weber, 1976). Suïssa com a comunitat imaginària més, desmunta tot el mite centralització i homogeneïtzador francès que no veu altra alternativa possible a la construcció fictícia que del segle xix ençà es va dur a terme a França. A Suïssa la diversitat cultural no es veu com un impediment a la modernitat i la descentralització és percep com un aprofundiment en la democràcia i la separació de poders.
Sobre aquest model ficcional s'han volgut projectar moltes nacions a Europa. El model francès exercix potencial imaginari a Europa, més que per la construcció del segle xix, per la Revolució Francesa. És un model un xic artificiós que seduïx antics règims com poden ser Hongria, Sèrbia, Espanya o Rússia, pel costat ficcionat, homogeneïtzador i divinitzador de la centralitat, i nacions com ara la catalana, eslovaca, portuguesa, eslovena, romanesa o irlandesa pel vessant dels drets civils de la Revolució Francesa i el llegat il·lustrat. Així i tot es podria dir que el model de nacionalitzador francès ha tingut un èxit força palpable tot i que no complet per la presència de l'únic nacionalisme resistent com és el cors.

### Gran Bretanya
El mite nacionalitzador de la Gran Bretanya es forja mitjançant la monarquia i el pragmatisme. El pragmatisme perquè el nacionalisme britànic inicia el seu procés de nacionalització del territori de l'antic règim amb una població força homogènia en tant que l'Imperi anglès havia anul·lat anteriorment els elements que podien conformar la identitat de cadascuna de les seues nacions. L'anglès és doncs un element del nacionalisme britànic, però no el primordial, perquè tothom ja el parla. A més a més, tothom ha adherit de forma més o menys volguda al protestantisme i, tot i això, la religió i l'expansió colonial són, més que l'anglès, els elements primordials de la construcció de la identitat del regne (L. Colley, 1992).
En efecte, la idea d'expansió colonial i civilització de la resta del planeta, tot plegat sota caires aparentment econòmics, però subtilment culturals, és la base de la monarquia, és a dir, de la construcció estatal, com de la construcció nacionalista. S'exporta tot a la britànica, que és eminentment anglesa, no pas escocesa, gal·lesa o irlandesa. Una construcció així necessita una rivalitat colonial i el Regne Unit la troba a França, país que construïx igualment el seu nacionalisme a la contra del britànic en l'àmbit colonial. Són dos imperis que construïxen el seu nacionalisme sota una capa de "grandeur". Tots dos ostenten càrrecs feudals, com el cas del coprincipat per a França o de la monarquia anglicana del costat anglès. Ambdós ostenten les seues colònies i tots dos demostren sempre ambicions de governar el món sencer siga de forma lleu (anglès i francès imposats com a llengües franques), siga de forma forta (colonització física) (L. Colley, 1992).
Malgrat això, també preval el pragmatisme i això torna anar en contra del model francès que no és gens pragmàtic vist que totes les grans transformacions del país sempre s'han acabat duent a terme a cop d'estat. El Regne Unit opta sempre per una via més raonada, que no vol dir sempre no violenta, raó per la qual cadascuna de les nacions que conformen el Regne Unit han pogut construir-se, encara que sense institucions pròpies, sense haver de fer front a un negacionisme nacionalista com aqueix que trobaríem a França o Espanya. Anglaterra reconeix que existixen nacions com Escòcia o Gal·les dins el seu regne i això no és motiu de maltracte sistemàtic i/o de negacionisme mecànic (L. Colley, 1992). Per exemple, el Anglaterra no amaga les tradicions escocesos, com el skirt, sinó que les exporta com a forma d'orgull nacional. A França quelcom així és simplement impossible perquè s'hauria reglat a un folklorisme decadent.
Davant les aparences, tot aquest caire colonitzador, fins i tot de les pròpies nacions del regne, posa de manifest la construcció etnicista en tant que promou una construcció de blancs, anglicans i anglòfons. Irlanda, en aquest àmbit, és qui demostra que el pragmatisme no és una realitat i que dins aquesta construcció nacionalista hi ha qui la contesta. El país s'independentitza arran dels esdeveniments violents sorgits després de la Gran Guerra i, malgrat tot, Anglaterra opta finalment per cedir a l'autodeterminació i no pas continuar amb el revanxisme i la repressió, tal com s'ha apreciat a Espanya amb el Procés català o com el mateix imperi francès va exercir a les seues colònies (L. Colley, 1992).
El model anglès no troba moltes nacions que vulguen imitar-lo. No exercix tanta fascinació com el francès, més autoritari, però precisament, el seu pragmatisme, encara que aparent, és el seu guany major i degut a aquest el seu model ha pogut construir-se com a força diplomàtica i econòmica arreu del món.

### Alemanya
La construcció nacionalista d'Alemanya té dues fases. La primera es remunta al segle xix i la segona als anys seixanta després de la Segona Guerra Mundial. La primera fase és una construcció purament etnicista. L'Estat alemany és hereu aleshores del militarisme prussià i posa en marxa tot l'aparell bèl·lic per construir unes fronteres desitjades que topen amb altres estats veïns. Prússia volia una única nació de parla alemanya i feia de la llengua l'element constructor de la nació. Però, això, era difícil de realitzar per a estats en què s'hi parlava més d'una llengua, com podia ser Luxemburg, Suïssa o les zones limítrofes amb Alemanya de l'est, a nacions com ara Polònia o Txèquia (L. Greenfeld, 1992).
La designació de la llengua com a motor de construcció nacional no era nou. França ja ho feia i els Estats Units també. Per tant, allò que aporta en aquesta fase l'element de nacionalització és el principi de sang. Sota aquest criteri, només podien ser alemanys als qui eren fills d'alemanys i prou. La nacionalització dels nouvinguts era simplement impossible o molt difícil. Calia casar-se amb alguna o algun alemany i deixar esperar les generacions amb nous casaments entre alemanys per tal que hom poguera accedir a tenir nacionalitat alemanya. Quelcom així ix del darwinisme sociològic i es desdiu dels drets civils, però també dels drets humans. La nació és de caràcter biològica perquè no pretén nacionalitzar, sinó més aviat perpetrar un grup biològicament. És allò que Hitler tergiversava i anomenava de nació ària (L. Greenfeld, 1992).
Les conseqüències derivades d'aquest nacionalisme excloent que feia propaganda de la violència entre individus com a fet natural, obliga a canviar els criteris de nacionalització després de la guerra i arran de la derrota. Alemanya es construïx d'ençà sota criteris oberts. És alemany qui neixi i qui vinga de fora i porte cinc anys al país. És una tria i ningú pot forçar cap altre a fer-se alemany. L'alemany es manté com a llengua de construcció nacional però Alemanya respecta la formació de nacions de parla alemanya paral·leles com ara Àustria. Així i tot, l'alemany torna a ser obligatori i el model nacionalista actual adopta les mateixes formes de fer que els seus homòlegs francès o anglès. Això vol dir que hi ha mitjans de coerció i una voluntat d'homogeneïtzar la població encara que a nivell institucional s'opte per una construcció federal. El primer model de nacionalització s'ha exclòs mundialment i ha deixat de ser afortunadament vigent (L. Greenfeld, 1992).
Podríem dir que Alemanya va ser al segle xix el paradigma del nacionalisme etnicista i va ser seguida per antics règims com eren Àustria-Hongria. Fins ben tard estats com Andorra els van emprar malgrat que des dels Països Catalans, s'incentiva i es mira de forçar les institucions andorranes a construir el seu nacionalisme de forma oberta, tal com es va apreciar a l'entre-guerres. Però, a Europa, tothom va acabar per triar el Resorgimiento italià com a model de construcció nacional i es va desdir ràpidament del model alemany. S'acaben emmirallant en aquesta renaixença italiana Polònia, Eslovàquia, Romania, el País Basc, Finlàndia, els Països Catalans o Grècia. Tots incorporen un nacionalisme obert però que inclou les o la llengua nacionals com a elements vertebradors.

## Nacionalismes arreu del món
- Nacionalisme albanès
- Nacionalisme grec
- Nacionalisme alemany
- Nacionalisme argentí
- Nacionalisme armeni
- Nacionalisme belga
- Nacionalisme flamenc
- Nacionalisme quebequès
- Nacionalisme canadenc
- Nacionalisme espanyol (Iberisme)
- Nacionalisme xinès
- Nacionalisme tibetà
- Nacionalisme uigur
- Nacionalisme xilè
- Nacionalisme croat
- Nacionalisme feroès
- Nacionalisme groenlandès
- Nacionalisme danès
- Nacionalisme català
- Nacionalisme valencià
- Nacionalisme gallec
- Nacionalisme basc
- Nacionalisme nord-americà
- Nacionalisme filipí
- Nacionalisme finès
- Nacionalisme sami
- Nacionalisme cors
- Nacionalisme francès
- Nacionalisme bretó
- Nacionalisme magiar
- Nacionalisme indi
- Nacionalisme irlandès
- Nacionalisme italià
- Nacionalisme japonès
- Nacionalisme macedònic
- Nacionalisme mexicà
- Nacionalisme moldau
- Nacionalisme romanès
- Nacionalisme noruec
- Nacionalisme neerlandès
- Nacionalisme frisó
- Nacionalisme pakistanès
- Nacionalisme polonès
- Nacionalisme portuguès
- Nacionalisme anglès
- Nacionalisme escocès
- Nacionalisme gal·lès
- Nacionalisme britànic
- Nacionalisme manx
- Nacionalisme txec
- Nacionalisme eslovac
- Nacionalisme rus
- Nacionalisme txetxè
- Nacionalisme tàtar
- Nacionalisme sirià
- Nacionalisme kurd
- Nacionalisme suís

- Reconquesta (Mèxic)
- Panafricanisme
- Panamericanisme
- Panarabisme
- Paneslavisme
- Europeïsme
- Panhispanisme
- Pangermanisme
- Irredemptisme
- Pancatalanisme

## El cas de l'esperantisme
El sorgiment del nacionalisme i amb això les guerres d'independència va portar un grup de lingüistes a voler construir una societat universalista amb un únic idioma. Es va crear una llengua de vell nou, l'esperanto, i se la va dotar de mitjans de comunicació. Es va mirar d'expandir-la i es va tornar de mica en mica en una alternativa al nacionalisme. L'esperantisme es va convertir en un moviment ideològic més, de mateix caire que el nacionalisme en mots de la Hannah Arent. És doncs una ideologia totalitària en tant que mira de tornar-se hegemònica i propugna una societat homogènia.
L'esperantisme es difongué inicialment per l’imperi rus i pels països bàltics; aviat arrelà a França (1898) i, tot seguit, passà als Països Catalans. Organitzat per Vicent Inglada i Orts, el 1901 es feu el primer curs d’esperanto a Barcelona. Les ambicions imperials d'estats com Anglaterra, França, la Xina, els Estats Units o el Japó varen mirar de tornar les seues respectives llengües de construcció nacional com a hegemòniques, en un mateix camí que l'esperantisme provava de tornar l'esperanto la llengua universalista. Difícilment l'esperanto podia arribar a aquestes pretensions davant la competència que feien imperis com els citats.
A carrega llarga l'anglès s'ha tornat en una espècie d'esperanto amb una situació tan privilegiada tot començant el segle XXI que Occident es troba en procés de bilingüització, no pas multilingüització, i retrocés de les llengües minoritàries, minoritzades i antigament franques. La Unió Europea, per exemple, potencia l'aprenentatge de llengües associades a antics colonitzadors per tal de fer contrapès a l'anglès però n'aconseguix una població analfabeta del punt de vista lingüístic i cultural. L'erasmus no servix per conèixer altres cultures, sinó per aprofundir en la llengua anglesa. L'aprenentatge de llengües com el castellà, l'alemany o l'italià a les escoles europees, no permet conèixer altres realitats, que la dels mitjans de massa. Les multinacionals continuen potenciant aquesta tendència de forma conscient i amb ganes de tornar l'anglès, el francès i el castellà en l'esperanto idealitzat.